# 小川寺
小川寺（しょうせんじ）は、東京都小平市小川町一丁目にある、臨済宗円覚寺派の寺院。山号は醫王山（いおうさん）。

## 概要
承応3年(1654年)頃の小平地域は、玉川上水が開削されるまで、茅芒の生い茂る無人の原野で、「逃げ水の里」とも呼ばれていた。武州多摩郡岸村(現・武蔵村山市)生まれの小川九郎兵衛は、水利に乏しく生活に過酷な不住の土地であった当地の開拓を志した。玉川上水の開拓に続き、野火止用水の開削を進め水の確保に努めた。明暦2年(1656年)、新田開発と馬継場の新設を願い出て、小川分水の開削を許可された。しかし、開拓は容易ではなかった。開拓の必要性を熱心に呼びかけても、地味で痩せた原野開拓を希望する人は少なかったため、小川九郎兵衛は自費を使って農民を住み着かせて開発を進めた。開拓に着手する一方で、江戸市ヶ谷の月桂寺住職・雪山碩林大禅師を勧請、薬師瑠璃光如来を本尊として開山したのが醫王山小川寺で、九郎兵衛本人も境内の墓地に眠っている。
村の名主であった小川九郎兵衛と、開拓に加わり村に移り住む人々による、小川村の開拓事業は順調に進んだ。その再建事業では、青梅や秩父の石灰や木材などの資材運搬で馬継場は繁盛、起業家でもあった小川九郎兵衛の開発計画は成功した。貞享（1684-1688年）の頃には開拓者たちの懐も潤っていき、檀家はこぞって梵鐘の寄進に応じた。

## 沿革
- 文政2年（1819年） - 火災により寺宝・過去帳等を焼失
- 明治22年（1898年） - 火災により焼失
- 大正5年（1916年） - 寺を再建
- 平成11年（1999年）11月 - 山門・鐘楼を再建、修行門を改装
- 平成18年（2006年）6月 - 17代碩運住職が示寂[1]

## 伽藍
- 山門 - 宝暦（1751-1764年）時代の様式の旧山門は、平成11年（1999年）11月に落慶した。2階建ての宝暦時代の様式を受け継いだ二天門である。
- 本堂
- 鐘楼 - 宝暦13年(1763年)に建立、その後、昭和37年（1962年）に老朽化により、旧山門の部材で二天門の山門に改修した。梵鐘は貞享2年(1686年)に鋳造され、小川寺の檀家57戸から寄進された。小川九郎兵衛が開拓を手がけた明暦3年（1657年）には「振袖火事」と呼ばれる明暦の大火で江戸城を始め市中の過半が消失した。第二次大戦により梵鐘も供出され、武器弾薬にされる寸前命拾いをし、戦後、小川寺に戻って来た。昭和62年（1987年）７月、小平市の有形文化財に指定された[2]。

## 交通アクセス
鉄道
- 西武拝島線 - 東大和市駅より徒歩18分[1]。

路線バス
- 都営バス、西武バス - 小川寺前停留所より徒歩2分。
- 西武バス - 小川三叉路停留所より徒歩2分。

駐車場
- あり

## ギャラリー
- 公道より山門を見る（2010年3月撮影）
- 山門の上部を見上げる（2010年3月撮影）
- （2010年3月撮影）
- 鐘楼（2010年3月撮影）
- 梵鐘（2010年3月撮影）
- 本堂（2010年3月撮影）